# أمير محمد باشا
أمير محمد باشا ‏ (القرن 16 - القرن 17 ) سياسي عثماني شغل منصب والي مصر منذ 1596 حتى 1598.